# Posorja
Posorja ist eine Parroquia rural („ländliches Kirchspiel“) und ein Fischerort im Kanton Guayaquil der Provinz Guayas in Ecuador. Er liegt etwa 120 km südöstlich von Guayaquil an der Mündung des Río Guayas in den Golf von Guayaquil. Das Kirchspiel hat ca. 30.000 Einwohner (2005).
Posorja liegt am Morro-Kanal des Golfs von Guayaquil. Auf der anderen Seite dieses Kanals liegt die Insel Puná. Da die Fischerei hier weitgehend auf traditionelle Weise betrieben und durch moderne Fangflotten von auswärts zunehmend verdrängt wurde, ist die Bevölkerung heute relativ arm; 60 % der Erwerbsbevölkerung gelten als unterbeschäftigt. Wichtigster Arbeitgeber neben der Fischerei sind drei große Fischfabriken auf dem Gebiet des Kirchspiels, die 70 % der Produktion von Tunfischprodukten in Ecuador auf sich vereinen. Unter ihnen ist auch Negocios Industriales Reales S.A. (Nirsa), die größte Fischfabrik Ecuadors. Die wirtschaftliche Aktivität des Ortes wird sich in Zukunft deutlich beleben, da im Dezember 2006 die Anlage eines neuen internationalen Hafens mit Hafenbecken für Schiffe mit bis zu 14 m Tiefgang begonnen wurde. Dies bedeutet, dass große Schiffe, die den Hafen von Guayaquil nicht anlaufen können, in Zukunft ihre Ladung in Posorja löschen werden. Das Investitionsvolumen wird auf 450 Mio. US-Dollar beziffert. Gleichzeitig ist die touristische Aufwertung des bestehenden Hafendamms und eine damit verbundene Revitalisierung und Modernisierung des Ortszentrums geplant.
Der Name des Ortes geht auf eine legendäre Seherin namens Posorja zurück, die um 1530 an die Küste des heutigen Santa Elena (westlich von Posorja) kam und dem Inka Atahualpa den Sieg über seinen Halbbruder Huáscar im Inka-Erbfolgekrieg und die anschließende Vernichtung durch weiße Männer vorausgesagt haben soll.
Posorja ist mit dem Bus von Guayaquil über Playas zu erreichen.